# Tuberolabium woodii
Tuberolabium woodii là một loài thực vật có hoa trong họ Lan. Loài này được Choltco mô tả khoa học đầu tiên năm 2006.